# Äußere Ostkarpaten

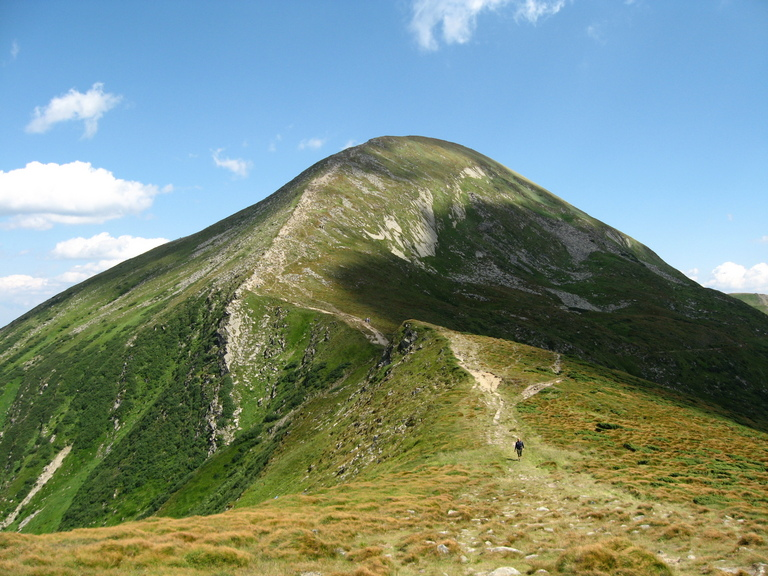
Howerla

Die Äußeren Ostkarpaten (polnisch: Zewnętrzne Karpaty Wschodnie) ist Teil der Ostkarpaten im südlichen Polen in der Woiwodschaft Karpatenvorland, der Slowakei, Rumänien und in der Ukraine. Sein höchster Gipfel ist die Howerla mit 2061 m.

## Gliederung
- Östliches Karpatenvorland
- Ostbeskiden
  - Waldkarpaten
  - Beskidy Połonińskie
- Moldau Karpaten
  - Bukowina-Gebirge
  - Stânişoara
  - Ţarcău
  - Trotusz Tal und Darmaneşti Becken
  - Czukaskie-Gebirge
  - Oituz-Gebirge
  - Vrancei-Gebirge
  - Buzău-Gebirge
  - Gârbova-Gebirge
- Östliche Supkarpaten

## Städte
Am Nordrand des Gebirges liegen Sanok und Przemyśl.

## Tourismus

### Wandern und Fahrrad
Durch das Gebirge verlaufen zahlreiche markierte Wander- und Fahrradwege.

### Wassersport
Der Solina-Stausee ist ein beliebtes Wassersportzentrum in den Ostkarpaten.

### Wintersport
In Ustrzyki Dolne befinden sich mehrere Skigebiete in dem Gebirge, von denen das Skigebiet Laworta das größte ist.